# アイーダ・フィールド
アイーダ・フィールド（英: Ayda Field, 1979年5月17日 - ）は、アメリカ合衆国カリフォルニア州ロサンゼルス出身の女優。

## 略歴
父はトルコの実業家Haldun Evecan。母はハリウッドの映画プロデューサーGwen Field。
デューク大学で国際政治経済の学位を取得。コロンビア大学で法律を学ぶが中退。
2000年、米NBCで放送されている昼ドラデイズ・オブ・アワ・ライブスに出演。
コメディ作品への出演が多い。
2010年8月7日、全欧的な人気を誇るイギリスのポップシンガーロビー・ウィリアムズと結婚。

## 主な出演作品
- デイズ・オブ・アワ・ライブス (2000 - 2001)
- Young Blades (2001)
- Men, Women & Dogs (2001)
- Romeo Fire (2002)
- Platonically Incorrect (2003)
- Blue Collar TV (2004)
- Eve (2005)
- Will & Grace (2006)
- Studio 60 on the Sunset Strip (2006 - 2007)
- Making It Legal (2007)
- Back to You (2007 - 2008)
- Fourplay (2008)
- Strange Wilderness (2008)
- Play Dead (2009)